# 塔佩雅拉 (南里奧格蘭德州)

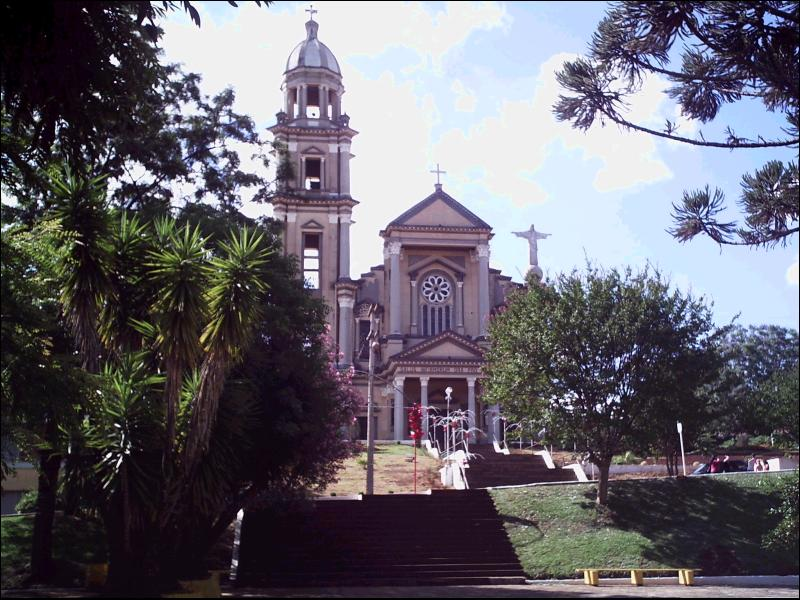
塔佩雅拉

塔佩雅拉（葡萄牙語：Tapejara）是巴西的城鎮，位於該國南部，由南里奧格蘭德州負責管轄，始建於1955年8月9日，面積241平方公里，海拔高度658米，2010年人口19,252，人口密度每平方公里80.01人。